# مجلة فارس الغد
مجلة فارس الغد مجلة دورية شهرية موجهة للناشئة من عمر 8 سنوات إلى 14 سنة.
وصدر العدد الأول من المجلة في أكتوبر 2006 من قبل مؤسسة فارس الغد للإنتاج الإعلامي.

## المكونات
تتنوع فقراتها من المجالات الدينيّة والتّاريخيّة والعلميّة والجغرافيّة
تزخر أبواب المجلة بقصص متنوعة (رحمة للعالمين –واحة الإيمان- قصص بالألوان- إلى أبي وأمي..)، إضافة إلى التذكير بمواقف الأبطال وتمجيد بطولاتهم (أبطال من بلادي)، وللقصص المصوَّرة (الجولة الأخيرة- المد القادم- صلاح الدين الأيوبي- وطني الكبير –مغامرات همام..)،
وفي ثناياها زوايا ترفيهيّة (علوم وأسرار- أوراق زينة-عالم مرشد-قصة إبداع- قوس قزح..) إلى جانب زوايا التسلية والفائدة (أبو الأمثال-متعة ومرح- طرفة مصورة..).

## فلسفة المجلة
- تقديم بديل إيجابي هادف يساهم في بناء جيل مسلم يعيش قضايا أمته ووطنه

أبرز شخصيات المجلة:
فارس:فارسٌ من هذا الزّمن، تتجسّد فيه معاني القوّة والشّجاعة والذّكاء مع براءة الأطفال، يرافقكم في أبواب المجلّة، ويأتيكم بكلّ جديد ومثير.
زينة: فارسةٌ في ميدان الفنون والصّناعات اليدويّة. تبهرنا أناملُها الماهرة بقطع فنّيّة ومفاجآت جميلة دائماً.
أبو الأمثال:رجلٌ من الخيال طريف لطيف، يعرّفنا في كلّ لقاء مثلاً جديداً فيه عبرة وموعظة، لكنّه كثير النّسيان؛ لذلك يحتاج إلى مساعدتكم دائماً.
مرشد:له عالمٌ متميّزٌ هو عالم الحاسوب والتّقنيّات، يكشف لأصدقائه القرّاء أسرار الحاسوب وطرق الاستفادة منه، ويحلّ مشكلاتهم التي يسألونه عنها.
فوتون:حُبَيبةُ ضوء جاءت من مكان ما في هذا الكون الواسع؛ لتصحبكم في رحلة لاكتشاف أسرار العلوم وخفايا الكون.
خرباش
ميمـي
مكتشف
أبو فراس
زين وزيد

## أهداف المجلة
- تعزيز القيم الإيجابية والمبادئ السامية بعيداً عن الأسلوب التقليدي والمباشر في الوعظ والإرشاد.
- إغناء ثقافة الطفل بالمعارف والعلوم بشتى المجالات (دينية، تاريخية، تراثية، علمية، جغرافية، تقنية...).
- الحرص على التفاعل وتطوير طاقات الناشئة والانتقال بهم من التلقي إلى التأثر الإيجابي العملي .
- تقديم الترفيه والمتعة والتسلية بوسائل إبداعية متنوعة تتماشى مع روح العصر.

## سياسة المجلة

### المضمون
- المجلة موجهة للناشئة من العرب والمسلمين.
- اهتمام خاص بالقضية الفلسطينية التي تظهر بوضوح ضمن فقرات المجلة.
- الابتعاد عن مواطن النزاع والخلاف بين المسلمين.
- اعتماد العالمية في الخطاب بعيداً عن الأطر المحلية أو الإقليمية.
- تخضع المواضيع كافة لإشراف تربوي ونفسي ولغوي.

### التحرير
- اعتماد البساطة في عرض الأفكار والبعد عن التعقيد.
- الحرص على الاستكتاب الخاص بالمجلة وعدم اعتماد مواد قد سبق نشرها.
- الحرص على التنوع والتشويق والإبداع في مواد المجلة كافة.